# Kalininsk
Kalininsk (russisch Калининск) ist eine Stadt in der russischen Oblast Saratow mit 16.441 Einwohnern (Stand 14. Oktober 2010).

## Lage
Kalininsk liegt in einem Steppengebiet am Fluss Balanda, einem Nebenfluss der Medwediza, 121 km westlich der Gebietshauptstadt Saratow. Die nächstgelegene Stadt ist Atkarsk, 55 km in nordöstliche Richtung. Mit Atkarsk ist Kalininsk durch eine Eisenbahnstrecke verbunden, an der es einen Endbahnhof hat. Außerdem verläuft die Fernstraße R298 durch Kalininsk.

## Geschichte
Kalininsk wurde als Dorf namens Balanda im Jahre 1680 von ukrainischen Siedlern gegründet, weswegen hier bis heute relativ viele ethnische Ukrainer leben (etwa 12 % der Stadtbevölkerung). Im 18. Jahrhundert gehörte die Ortschaft dem in Russland bekannten Grafengeschlecht der Scheremetews. Deren ehemaliges Landhaus bei Kalininsk ist bis heute als Geschichts- und Architekturdenkmal erhalten geblieben.
1939 erhielt der Ort den Status einer Siedlung städtischen Typs. 1962 bekam er Stadtrechte und wurde in Kalininsk umbenannt. Namensgeber war der Politiker Michail Kalinin, zu dessen Ehren während der Sowjetzeit eine Reihe von Orten (darunter Kalinin und Kaliningrad) benannt oder umbenannt wurde.

### Bevölkerungsentwicklung
| Jahr | Einwohner |
| ---- | --------- |
| 1939 | 13.020    |
| 1959 | 13.243    |
| 1970 | 16.311    |
| 1979 | 18.553    |
| 1989 | 19.347    |
| 2002 | 18.855    |
| 2010 | 16.441    |

Anmerkung: Volkszählungsdaten

## Wirtschaft
Die Industrie ist in Kalininsk mit nur wenigen Betrieben vertreten, darunter einer Ziegelei, einem Gummiwerk und einigen Nahrungsmittelfabriken.

## Persönlichkeiten
- Michail Alexejew (1918–2007), Schriftsteller
- Iwan Bardin (1883–1960), Metallurgie-Professor, Mitglied der Sowjetischen Akademie der Wissenschaften